# Sudán del Sur en los Juegos Olímpicos de Río de Janeiro 2016
Sudán del Sur confirmó su participación en los Juegos Olímpicos de 2016 en Río de Janeiro, Brasil, del 5 al 21 de agosto de 2016. Esta será la primera participación de Sudán del Sur en los Juegos Olímpicos desde que obtuvo la membresía por el Comité Olímpico Internacional (COI) en 2015.

## Participantes
Atletismo
Sudán del Sur ha recibido permisos de la Asociación Internacional de Federaciones de Atletismo para enviar tres atletas (dos hombres y una mujer) para los Juegos Olímpicos.
- Santino Kenyi (1500 m masculino)
- Guor Marial (maratón)
- Margret Rumat Rumar Hassan (200 m femenino)